# Odznaka tytułu honorowego „Zasłużony dla Wymiaru Sprawiedliwości Polskiej Rzeczypospolitej Ludowej”
Odznaka tytułu honorowego „Zasłużony dla Wymiaru Sprawiedliwości Polskiej Rzeczypospolitej Ludowej” – jedna z piętnastu odznak tytułów honorowych przyznawanych w PRL, ustanowiona 20 czerwca 1985 jako wyróżnienie dla najbardziej zasłużonych:
- sędziów za osiągnięcia w wieloletniej wyróżniającej się służbie w organach wymiaru sprawiedliwości,
- ławników ludowych i innych osób, które w okresie wieloletniej działalności wyróżniły się szczególnymi osiągnięciami w organizacji zadań organów wymiaru sprawiedliwości,
- prokuratorów i pracowników prokuratury za osiągnięcia w wieloletniej wyróżniającej się służbie w prokuraturze.

Tytuł honorowy nadawano z okazji Święta Odrodzenia Polski (22 lipca). Odznakę noszono po prawej stronie piersi. Laureatom tytułu przysługiwał dodatek do renty lub emerytury tzw. chlebowy.
Wszystkie tytuły honorowe zostały zlikwidowane 23 grudnia 1992, ustawą z dnia 16 października 1992, pozostawiając dotychczasowym laureatom prawo do ich używania.